# Чинемре, Хакан
Хакан Чинемре (тур. Hakan Çinemre; 14 февраля 1994 года, Гёльджюк) — турецкий футболист, играющий на позиции защитника. Ныне выступает за турецкий клуб «Аданаспор».

## Клубная карьера
Хакан Чинемре начинал свою карьеру футболиста, будучи игроком «Фенербахче». В сезоне 2013/14 он на правах аренды выступал за клуб Первой лиги «Буджаспор». 14 декабря 2013 года Хакан Чинемре забил свой первый гол на профессиональном уровне, сравняв счёт в самой концовке гостевого поединка против «Ордуспора». Первую половину 2015 года он отыграл за другую команду Первой лиги «Адана Демирспор», а первую половину 2016 — за клуб Суперлиги «Газиантепспор». 14 февраля 2016 года Хакан Чинемре дебютировал в главной турецкой лиге, выйдя на замену в первом тайме домашнего матча с «Акхисар Беледиеспором».
В сезоне 2016/17 футболист играл за вылетевший в Первую лигу «Эскишехирспор», а с конца июля 2017 года представляет «Гёзтепе», вернувшийся в Суперлигу.